# (2888) Hodgson
(2888) Hodgson est un astéroïde de la ceinture principale.

## Description
(2888) Hodgson est un astéroïde de la ceinture principale. Il fut découvert le 13 octobre 1982 à la station Anderson Mesa par Edward L. G. Bowell. Il présente une orbite caractérisée par un demi-grand axe de 2,26 UA, une excentricité de 0,13 et une inclinaison de 7,6° par rapport à l'écliptique.

## Compléments